# 小川祐滋
小川 祐滋（おがわ すけしげ）は、安土桃山時代の武将、大名。伊予今治の国分城主。通称は左馬助。別名で忠有あるいは良氏ともいう。茶人としては兼々庵を名乗った。

## 略歴
小川祐忠の子。次男とも長男ともいう。譜代の家臣衆として豊臣秀吉の馬廻となった。
慶長の役では、慶長3年（1598年）正月に蔚山への出動を命じられた。秀吉の死に際しては遺物として左文字の刀を受領した。また、同年に隠居した祐忠より家督を譲られている。
父同様に茶道に通じ、千道安、古田織部に師事していた。
慶長5年（1600年）の関ヶ原の戦いには、父と共に出陣。西軍に属したが、藤堂高虎の誘いを受けて内応しており、小早川秀秋の寝返りに続いて東軍に寝返った。ところが、戦功を挙げたものの、改易された。これは石田三成と昵懇であったためといわれている。
慶長10年（1605年）に病死した。
なお、祐滋を萬屋平右衛門と同一視する説があるが、小川祐忠の子とされる以外に共通点はない。